# 蒲生純一
蒲生 純一（がもう じゅんいち、1973年6月10日 - ）は、日本の俳優。GMBプロダクション所属。
愛知県海部郡蟹江町出身。身長167cm。血液型B型。趣味は釣り、バイクいじり、日曜大工、ギザ10集め。特技は水泳、ルービックキューブ。自分が思う長所はマイペース。短所もマイペース。好きな色は黄色。日本映画学校俳優科7期卒業。海南高校卒業。蟹江中学卒業。新蟹江小学校卒業。とみよし幼稚園卒園。

## 人物・エピソード
小学1年生から小学校卒業まで、ランニングシャツに短パンという姿で登校していた。6年生になるまでは靴下も履いていなかった。きっかけは、入学式に着たおめかし衣装が、どうにもむず痒くその反動だった。その後、中学に進学すると、制服を普通に着こなし周囲を驚かした。また小学6年生の時、児童会長を務め、中学では生徒会副会長、そして会長を務める。高校に進学すると水泳部の部活動に重きを置く一方で、休日はお弁当持参で映画館をはしごする映画少年でもあった。趣味のバイクいじりについては、同時にバイクを3台所有していたこともあった。中でも21歳の時に購入したハーレーダビッドソンを、20年以上経った今でも乗り続けている。

## 出演

### 映画
- 横浜ばっくれ隊（パル企画、1994年）岩下役
- ヤンキー烈風隊（パル企画、1995年9月23日）片桐役
- 君を忘れない（日本ヘラルド映画、1995年）
- 人間の翼 最後のキャッチボール（CINEMA CRAFT、1996年）高倉秀充役
- ＣＵＴＥ（エヌ・ケイ・エイ、1997年4月26日）[1]
- シャ乱Qの演歌の花道（東宝、1997年8月30日）
- マルタイの女（伊丹プロ、1997年9月27日）信者役
- ショムニ（松竹、1998年11月28日）吉川役[2]
- ガメラ3 邪神覚醒（大映、1999年3月6日）渋谷・カップルの男役
- お受験（松竹、1999年7月3日）健美ビューティー・社員役[3]
- 新・男樹 完結編（ミュージアム、2000年）太一役[4]
- 静かなるドン THE MOVIE（ケイエスエス、2000年）蒲生役
- けものがれ、俺らの猿と（メディア・スーツ、2001年5月30日）[5]
- 笑の大学（東宝、2004年10月30日）戯作者・中村是否役[6][7]
- ローレライ（東宝、2005年3月5日）大和田通信兵役[8]
- 硝子と鉛の火粉（SFS、2005年）O川役
- ルナハイツ（キックファクトリー、2005年12月24日）[9][10]
- サイレン 〜FORBIDDEN SIREN〜（東宝、2006年）神宮寺雅清役[11]
- AKIBA （ベンテンエンタテインメント、2006年12月23日）ヨシダ役[12]
- L change the WorLd （ワーナー・ブラザース映画、2008年）
- Departed to the future （ダンスノットアクト、2009年）金子役
- デッドボール （日活、2011年7月23日）管理人役
- ワイルド7 （ワーナー・ブラザース映画、2011年12月21日）PSUオペレーター役
- 眠り姫 Dream On Dreamer （アルケミーブラザース、2014年5月）小野寺悟役[13]
- シン・ゴジラ（東宝、2016年7月）防衛省運用政策統括官・松本誠一役[14][15]
- 闇金ドッグス5（AMG、2017年1月）安本康之役[16][17]
- 映画 少年たち（松竹、2019年）先生役
- 死刑にいたる病（クロックワークス、2022年）刑務官役
- ニューワールドメイカーズ（embedded/アソビシステム、2022年）父・俊雄役
- 私の見た世界（トライアングルCプロジェクト、2025年）野上役[18]

### ビデオ映画
- 口裂け女（日本ソフトシステム、1996年）大田原隆二役[19]
- 今日から俺は!!ガッツだぜ17才（東映）安田役
- パチンコ軍団 梁山泊（ケイエスエス）マツ役[20]
- GET LOVE!（WAR）安斉直哉役 主演
- 静かなるドン 11・12（ケイエスエス）竹山役
- 約束（レッドライス）
- 算数なんて大っきらい！（算数オリンピック委員会）達也役[21]

### テレビドラマ
- セカンド・チャンス（TBS、1995年）
- テキ屋の信ちゃん5青春完結編（TBS、1995年）
- ガールズplus1（フジテレビ、1996年）[22]
- もう我慢できない! 第3話（フジテレビ、1996年）[23]
- 我王／交通調査員（フジテレビ、1996年）鈴木役[24]
- こんな私に誰がした（フジテレビ、1996年）[25]
- 俺は浪花の漫才師（フジテレビ、1997年）吉永役[26]
- 君が人生の時 第6話（TBS、1997年）[27]
- いいひと。 第8話（フジテレビ、1997年）[28]
- ガラスの仮面 第5話（テレビ朝日、1997年）[29]
- シングルス 第6話（フジテレビ、1997年）[30]
- 立入禁止!STAFF ONLY 第13話（フジテレビ、1997年）[31]
- ニュースの女 第1,8話（フジテレビ、1998年）前田役[32]
- Days 第2話（フジテレビ、1998年）[33]
- ドンウォリー! 第1話（フジテレビ、1998年）[34]
- せつない!/カミング・ホーム 第5話（テレビ朝日、1998年）田丸役[35]
- 大家族デカ2（フジテレビ、1998年）藤本鑑識官 役[36]
- PU-PU-PU- 第5話（TBS、1998年）[37]
- ソムリエ 第4話（フジテレビ、1998年）[38]
- てっぺん 第3話（テレビ朝日、1999年）[39]
- コワイ童話/親ゆび姫（TBS、1999年）森本役[40]
- そして、友達（テレビ朝日、2000年）[41]
- 奇跡の逆転!/ゴーストライター（TBS、2000年）[42]
- 怖い日曜日/ブラックリスト（日本テレビ、2000年）藤村役・主演[43]
- 池袋ウエストゲートパーク 第4話（TBS、2000年）[44]
- 鉄甲機ミカヅキ 第3話（フジテレビ、2000年 - 2001年）小野寺満役[45]
- ビューティ7 第8話（日本テレビ、2001年）[46]
- 君ならできる（日本テレビ、2001年9月）坂本役[47]
- 救命病棟24時スペシャル2002（フジテレビ、2002年1月1日）熱海治虫（研修医）役[48][49]
- ナースマン 第8話（日本テレビ、2002年）[50]
- 整形美人。 第1話（フジテレビ、2002年）鍋島君延役[51]
- ウエディングプランナー SWEETデリバリー 第1話（フジテレビ、2002年）[52]
- 恋愛偏差値 第2話（フジテレビ、2002年）[53]
- お義母さんといっしょ 第2話（フジテレビ、2003年）[54]
- 元カレ（TBS、2003年）今井役、レギュラー[55][56]
- LOVE トレード〜素敵な恋の育て方〜（BS-i、2004年）[57]
- ケータイ刑事銭形泪 第10話（BS-i、2004年）[58]
- 乱歩R 第1話「人間椅子」（日本テレビ、2004年）藤本進吾役[59]
- 愛し君へ 第3話（フジテレビ、2004年）[60]
- 加藤家へいらっしゃい! 〜名古屋嬢っ〜（メ〜テレ、2004年）ブラックショック役、準レギュラー[61][62]
- 3年B組金八先生  第7シリーズ第2話（TBS、2004年）近藤正浩（先生）役[63]
- 金曜エンタテイメント 外科医鳩村周五郎 闇のカルテ（フジテレビ、2004年）沢口公平役[64]
- 富豪刑事第1シリーズ、第2話「美術館の富豪刑事」（テレビ朝日、2005年）七瀬美術館の職員・今村信一役[65][66]
- ピュアな恋を見つける12の方法（BS-i、2005年）第5,6話ゲスト主演 敦史役[67]
- 金曜エンタテイメント 屋台弁護士（フジテレビ、2005年6月3日）[68]
- こちら本池上署5 第3話（TBS、2005年）根本隆役[69]
- 大好き!五つ子Go!! 第13〜15話（TBS、2005年）矢崎明弘役[70]
- エドマクベイン 殺意（テレビ東京、2005年）中井役[71]
- アウトリミット（WOWOW、2005年10月10日）佐藤役[72]
- ブラザー☆ビート 第2話（TBS、2005年）[73]
- キッチン・ウォーズ（フジテレビ、2006年）[74]
- 弁護士のくず 第3話（TBS、2006年）編集者・宮園役[75]
- ランブリングフィッシュ（KBS京都、2006年）レギュラー出演 田中和弘役[76][77]
- サプリ 第5話（フジテレビ、2006年）[78]
- ハケンの品格 第3話（日本テレビ、2007年1月24日）浜田紀之役[79]
- 肩ごしの恋人 第3話（TBS、2007年）渡辺一矢役[80]
- 絶対彼氏。 第8話（TBS、2008年）技術者役[81]
- 渡る世間は鬼ばかり 第9シリーズ第15話（TBS、2008年）前田利夫役[82]
- 恋のから騒ぎドラマスペシャルV〜葬儀屋の女〜（日本テレビ、2008年）堅物そうな彼役[83]
- ラブシャッフル 第3話（TBS、2009年1月30日）ゲームセンターの店員役[84][85]
- 白い春 第5話（フジテレビ、2009年）田中役[86][87]
- 仮面ライダーW（テレビ朝日、2009年）根津ツヨシ役[88]
- ぼくの妹 第5話（TBS、2009年）藤得役[89]
- 交渉人〜THE NEGOTIATOR〜 第2シリーズ、第4話（テレビ朝日、2009年）重森修役[90]
- 萬屋長兵衛の隅田川事件ファイル2（TBS、2010年）大内和也役[91]
- わが家の歴史 第3話（フジテレビ、2010年）編集者役[92]
- ルビコンの決断 第49話（テレビ東京、2010年）安倍義人役
- ゲゲゲの女房 第118話（NHK、2010年8月12日）警官役[93]
- クロヒョウ 龍が如く新章 第3話（毎日放送、2010年10月）病院院長役[94][95]
- タイムスクープハンター（NHK、2010年）特別回　水口玄八役[96]
- 警部補・元山純平〜オルゴール連続殺人事件〜（フジテレビ、2011年）遺失物センター係員役[97]
- 牙狼-GARO- 〜MAKAISENKI〜 第5話（テレビ東京、2011年）画廊店主役
- 梅ちゃん先生 第46話（NHK、2012年5月）指導医・山中役[98]
- 黒い報告書 誘蛾灯の女（BSジャパン、2012年6月）松木役[99]
- リッチマン、プアウーマン 第7話（フジテレビ、2012年）記者役
- 月曜ゴールデン 松本清張没後20年スペシャル・寒流（TBS、2013年1月14日）田口役[100]
- ユーコンの友人 第1 - 2話（IMAGICA BS、2013年）谷口役[101]
- 非公認戦隊アキバレンジャー シーズン痛 第8話（BS朝日、2013年）カラオケ店店長 役
- ガリレオ 第２シリーズ第6話（フジテレビ、2013年）研究者役[102][103]
- 独身貴族 第7話（フジテレビ、2014年）医師役[104][105]
- ヤバい検事 矢場健〜ヤバケンの暴走捜査〜3 （フジテレビ、2014年）糸川洋一役[106]
- 相棒 season12 最終話（テレビ朝日、2014年）刑務官 役[107][108]
- リバースエッジ 大川端探偵社 第9話（テレビ東京、2014年6月14日）林 役[109][110]
- 似顔絵捜査官（フジテレビ、2015年）[111]
- 刑事7人 第5話（テレビ朝日、2015年）研究員役[112]
- ラヴソング 第5話（フジテレビ、2016年）広報部記者役
- 家政夫のミタゾノ 第1話（テレビ朝日、2016年）秘書・飯塚役
- 相棒 season16　第10話元日SP（テレビ朝日、2018年）高校教師役[113]
- 記憶 第2話（フジテレビONE/TWO/NEXT×J:COM共同制作、2018年）医師役
- 執事 西園寺の名推理 第1話（テレビ東京、2018年） ‐ 遠藤孝一 役[114][115]
- ブラックスキャンダル エピソードゼロ（Hulu、2018年）記者 役
- 捜査会議はリビングで おかわり! 第4 - 5話（NHK BSプレミアム、2020年）保科 役[116]
- 一億円のさようなら 第８話（NHK BSプレミアム、2020年）面接官 役
- 警視庁強行犯係 樋口顕 第２話（テレビ東京、2021年）浅野剛役[117]
- 月曜プレミア８ 今野敏サスペンス 警視庁臨海署安積班（テレビ東京、2021年）花屋の店主役
- 月曜プレミア８ 再雇用警察官２（テレビ東京、2021年）レストラン支配人役
- 防災勇士トリプルウィング（チバテレビ、2021年）白鳥優作役 レギュラー[118]
- グラップラー刃牙はBLではないかと考え続けた乙女の記録ッッ 第3話（WOWOW、2021年）脳内囲み取材の記者役
- 実験的蓋番組「蓋」（テレビ東京、2021年）下水道作業員役 準レギュラー
- SUPER RICH 第9話（フジテレビ、2021年）医師役
- クロステイル 〜探偵教室〜 第6話（東海テレビ・フジテレビ、2022年5月14日） - 山下巡査 役
- 我らがパラダイス 第1 - 2話（NHK BSプレミアム、2023年） - 田中医師 役
- トクメイ!警視庁特別会計係 第8話（カンテレ・フジテレビ、2023年） - 小田切議員の秘書・山下義勝 役
- ブラックペアン シーズン2 第9 - 10話（TBS、2024年9月8日）国際心臓外科学会の司会者 役[119]
- Qrosの女 スクープという名の狂気 第1話 - 第3話・第6話・第7話・第9話・最終話（2024年10月7日 - 21日・11月11日・18日・12月2日・9日、テレビ東京） - ワイドショーMC 役[120]
- スノードロップの初恋 第4話（カンテレ・フジテレビ、2024年）フォルトゥーナの役員 役
- ジョフウ 〜女性に××××って必要ですか?〜 第6話（2025年5月7日、テレビ東京） - 専務 役[121]
- 純喫茶コトノハ -短歌と出会える喫茶店-（TRAIN TV、2025年）喫茶店のマスター役 レギュラー

### WEBドラマ
- ドラマ缶／熱湯三分（Grami）2002年
- 第三の訪問者（gsk）2004年 吉矢誠役 準レギュラー
- 約束（NETCINEMA.TV）2005年
- 十割（TOYOTA）2005年 キヨタカ役
- たからもの（GyaO）2005年 ガソリンスタンドの店長・高橋はじめ役
- 奇妙な恋の物語 Episode3「未来花火」（UULA）2014年 レギュラー[122]
- ニューワールドメイカーズ（メニコン）2021年 俊雄役 レギュラー[123]
- 倫理の空白 理工学研究室（科学技術振興機構）2022年 山根勇雄役
- 今際の国のアリス Season2「ハートのジャック/どくぼう」（Netflix）2022年 トミタ役
- THE DAYS（Netflix）2023年 3話 マンホールで溺れる作業員・平泉博史役
- 七夕の国（Disney+）2024年 レギュラー 丸川町の町民・寅岡次郎役
- 今日から過保護なお坊さんの花嫁（DramaBox）2025年 大学の校長役
- 一目惚れ！今すぐ結婚してくれますか？（ReelShort）2025年 いじわるな父親・峰竜太郎役

### バラエティ
- 輝け☆新タレント名鑑（中部日本放送）ゲスト
- デジキューブ（CS放送）
- ZONEプレジャードーム（CS放送）
- 中居正広の金曜日のスマたちへ/MEGUMI（TBS）
- SASUKE 2003 秋（TBS、2003年10月1日）
- やぐちひとり/ルービックキューブ対決（テレビ朝日）ゲスト
- 夢情報〜きらめき夢子さん（テレビ朝日）レギュラー　2014年4月〜2017年3月[124]
- すイエんサー（NHK Eテレ）準レギュラー
  - おいしいだけじゃない！丸ごと楽しむバナナ（2020年）
  - ホットプレートで焼き鳥パーティーをやりた～い！（2020年）
  - お店みたいな超ふわふわパンケーキを作りた～い！（2020年）
  - ふわふわパンケーキ パート2！ふくらまない落とし穴（2021年）
  - 知っていると役に立つ！防災用品のワザ（2021年）
  - おいしいだけじゃない！【バナナ】スペシャル（2021年）
  - おうちで楽しい！ポップコーン祭り（2022年）
  - おしゃれドーナツ&プリンデザート！夢のスイーツを作ろう（2022年）
  - パパッと１５分でジャムを作りた～い！（2022年）
  - 魔界で楽しくスライムを作っちゃおう！（2022年）
- 痛快TVスカッとジャパン（フジテレビ）2021年[125]
- サイエンスZERO／潜入!科学警察研究所“科学捜査”で事件を解決せよ（Eテレ、2023年）

### 広告・CM
- キムラユニティー（1996年10月 - ）メイン
- 明星食品 みその一品 しおの一品（1997年1月 - ）1クール
- アパマンショップ（1997年7月 - 1999年）メイン
- 富士ボブスレーランド（1997年9月 - ）メイン
- 三共 新三共胃腸薬（1998年8月 - ）2クール
- JAバンク
  - （1998年10月 - ）メイン
  - ちょきんぎょ（2003年10月 - ）1クール
- NTTドコモ九州（1998年10月 - ）1クール
- 日清製油 日清キャノーラ油（1999年4月 - ）
- 森永乳業 リプトン・アイスティー（1999年6月 - ）2クール
- スターツコーポレーション・ピタットハウス（2000年1月 - 2004年）
- サントリー BOSS（2000年6月 - ）1クール・メイン
- SANKYO
  - （2000年9月 - ）2クール
  - スターウォーズ（2008年10月 - ）4クール・メイン
- 日本経済新聞社 ビジネス人文庫（2000年10月 - ）1クール・メイン
- 鹿児島銀行 かぎんサマーキャンペーン（2001年6月 - ）1クール・メイン
- アスキー シーマン（PS2）（2001年11月 - ）1クール・メイン
- 鹿児島銀行 かぎんウィンターキャンペーン（2001年11月 - ）1クール・メイン
- ドワンゴ 16メロミックス『シーマン篇』（2002年1月 - ）1クール・メイン
- JRA 桜花賞（2002年3月 － 4月）
- NTT東日本 FLET'S ADSL（2003年12月 - ）1クール
- au 『PCサイトビューアー篇』 メイン・サラリーマン役 名取香りと共演（2005年6月 - ）
- NEC U can change.『つながる想い篇』（2006年8月12日 - ）2クール
- アリコ アリコのこども保険 パパ役（2006年12月15日 - ）2クール
- インテリジェンス DODA（2008年5月 - ）2クール・メイン
- ユーキャン 友近編（2009年1月 - ）4クール
- コカ・コーラ
  - GEORGIA GEAR（2009年6月 - ）2クール・メイン
  - GEORGIA GEAR（2010年6月 - ）2クール・メイン
- NTT東日本 フレッツ光・フレッツテレビ（2009年7月 - ）2クール
- ロート製薬 アルガード 鼻炎内服薬Z（2010年1月 - ）1クール
- カプコン モンスターハンターフロンティア（2010年6月 - ）1クール
- SEIYU（2011年9月 - ）1クール
- 第一三共ヘルスケア 新ルルAゴールドDX（2011年11月 - ）4クール
- カーベル（2012年12月 - ）4クール・メイン
- 花王 フレアフレグランス ミスト（2013年4月 - ）1クール
- SEGA 龍が如く1＆2 HD for WII U（2013年8月 - ）4クール
- バンダイ トモダTシャツ・踊る光るパジャマ（2016年3月 - ）1クール
- ラストエンパイアウォーＺ（2017年9月 - ）4クール
- キリンサプリ（2018年5月 - ）4クール
- 持田ヘルスケア コラージュフルフルプレミアム（2018年9月 - ）24クール
- プリンスホテルズ＆リゾーツ プリンススキーリゾーツ（2018年12月 - ）4クール・メイン
- JDL（2019年1月 - ）10クール
- マイカー賃貸カルモ（2019年7月 - ）4クール・メイン
- 中部電力/中部電力ミライズ（2019年10月 - ）8クール
  - 暮らしレボリューション キーワード篇
  - 暮らしレボリューション オール電化篇
  - 暮らしレボリューション 電気＆ガス篇
- ギブリー PEP（2019年10月 - ）20クール・メイン
- セキスイハイム東海（2020年2月 - ）メイン
- ミュゼプラチナム（2020年5月 - ）4クール
- ユーグレナ（2020年6月 - ）4クール
- フォーラムエイト UC-win/Road（2020年10月 - ）4クール
- 丸美屋 レンジで簡単！ごはん付きシリーズ（2020年11月）12クール
- Wantedly（2021年2月）4クール・メイン
  - 『Pulse』「本音の扉～調子どう？」篇（2021年2月～）[126]
  - 『Pulse』「本音の扉～さすが！」篇（2021年2月～）[127]
  - 『Story』「本音の扉～迷路」篇（2021年5月～）[128]
  - 『Perk』「本音の扉～古文書」篇（2021年6月～）[129]
- ルクレ 蔵衛門（2021年8月）12クール
- FJネクスト ガーラマンション（2022年8月）4クール
- クイック・ネットワーク SellCa（2022年9月）2クール
- Uber Eats「今年も、進みつづける人たちへ。」篇（2023年1月）
- プレマテックス「シュールダンス」篇（2023年3月 - ）8クール

### ラジオ
- *pnish*のパニックスタジオ ゲスト（レインボータウンFM）

### 舞台
- 両世界食堂・サマータイム・ブルース（池袋小劇場）1992年 生田役 主演[130]
- 両世界食堂・幕末純情伝（相鉄本多劇場）1993年 坂本竜馬役 主演[130]
- 両世界食堂・少年狩り（相鉄本多劇場、東演パラータ）1993年 後醍醐天皇役[130]
- トランス（千本桜ホール）1994年 後藤参三役 主演、演出[130]
- KATY（青山円形劇場）1995年 福ちゃん役[130]
- 東京ブルース&リー（CLUB251）1995年 男5役 主演、演出[130]
- ZONE FESTIVAL・パープルクロニクル（北沢タウンホール）2000年 フリル役[130]
- ZONE FESTIVAL・GETTEN（こまばエミナース）2002年 高山サトル役 主演[130]
- ネルケプランニング・OH!BABY（スペース・ゼロ）2003年 勅使河原一臣役[130]
- Z団・悪鬼の如く-BENKEI-（スペース107）2004年 北条時政役[130]
- 丑組芝居・モンスター（パンプルムス）2005年 滝田一郎役 主演、演出[131]

### 雑誌
- じゅげむ（リクルート）1995年[132]
- コア・バインダー（学生援護会）1997年 表紙[132]
- アパマン（アパマン）1998年 表紙・巻頭インタビュー[132]
- イージーフロー（日之出出版）2000年[132]
- J-スカイで遊ぼう。（毎日新聞社）2001年 巻頭インタビュー[132]
- 壁紙コレクション1500（学研）2001年[132]
- 週刊TVガイド（東京ニュース通信社）2003年[132]
- TV station（ダイヤモンド社）2003年[132]
- 週刊 釣場速報（週刊釣場速報）2003年 インタビュー[132]
- TV LIFE（学研）2003年[132]
- ガテン（リクルート）2003年 インタビュー[132]
- CM NOW（玄光社）2004年[132]
- LOOK at STAR!（学研）2005年 インタビュー[132]
- Private eyes（近代光学出版）2006年11月1日発売 巻頭インタビュー[132]

### ミュージックビデオ
- ユハラユキ/omajinai1・2・3（2006年11月27日 - ）WEB限定バージョン
- AKB48 ばら組/今、Happy（2014年）
- 神様、僕は気づいてしまった/わたしの命を抉ってみせて（2017年）
- 新妻聖子/JDL改正消費税ソング「もうすぐ…」（2019年）
- すとろべりーぷりんす/アモーレ・ミオ（2020年）
- ClariS/淋しい熱帯魚（2023年）

### その他
- トークライブ 「オーケンのほほん学校 65時間目」 ゲスト（ロフトプラスワン）